# James Hay (General)
Lord James Hay (* 23. März 1788; † 18. August 1862) war ein schottisch-britischer Adliger und General.

## Leben
James entstammte dem Clan Hay und war der zweite Sohn des George Hay, 7. Marquess of Tweeddale (1753–1804), aus dessen Ehe mit Lady Hannah Charlotte Maitland (1762–1804), Tochter des 7. Earl of Lauderdale. Als Sohn eines Marquess führte er seit Geburt das Höflichkeitsprädikat Lord. Sein älterer Bruder war der Field Marshal George Hay, 8. Marquess of Tweeddale (1787–1876), sei nächstjüngerer Bruder war der Rear-Admiral Lord John Hay (1793–1851).
Im Januar 1806 trat er als Ensign des 52nd (Oxfordshire) Regiment of Foot in die British Army ein und kämpfte in den Koalitionskriegen. Im August 1807 erwarb er eine Beförderung zum Lieutenant des 34th (Cumberland) Regiment of Foot. 1810 wechselte er als Captain zum 4th West India Regiment und übernahm im Juli 1811 den Dienstposten seines Bruders George als Lieutenant und Captain des 1st Regiment of Foot Guards. 1818 wurde er zum Captain und Lieutenant-Colonel befördert. 1830 wurde er zum Colonel befördert und unter Halbsold vom aktiven Dienst freigestellt. Am 9. November 1846 wurde er zum Major-General befördert. Am 8. Mai 1854 erhielt er das Amt des Colonel des 86th (Royal County Down) Regiment of Foot, dass er bis zu seinem Tod innehatte. Sein Regiment war in Indien stationiert und nahm an der Niederschlagung des Sepoy-Aufstands von 1857 teil. Am 20. Juni 1854 wurde er zum Lieutenant-General und am 1. Juni 1862 zum General befördert.
Er starb 1862 im Alter von 74 Jahren.

## Ehe und Nachkommen
Am 18. August 1813 heiratete er Elizabeth Forbes († 1861), Erbtochter des James Forbes, Gutsherr von Seaton in Aberdeenshire. Mit ihr hatte er zwei Kinder:
- James Gordon Hay of Seaton (1815–1883), Barrister, ⚭ 1878 Mary Catherine Cox († 1892);
- Louis-Margaret Gordon Hay (1820–1890), ⚭ 1844 Jean Antoine Théodore Gudin (1802–1880), französischer Maler.